# Lotta ai Giochi della XIV Olimpiade
Le competizioni di lotta dei Giochi della XIV Olimpiade si sono svolte al Earls Court Exhibition Centre di Londra dal 29 al 31 luglio 1948 per le 8 categorie della lotta libera e dal 3 al 6 agosto 1948 per quanto riguarda le 8 categorie della lotta greco-romana.
Rispetto a Berlino 1936 è stata introdotta la categoria dei pesi mosca e modificati i limiti di peso come segue:
| Categoria          | 1936    | 1948    |
| ------------------ | ------- | ------- |
| Pesi mosca         | -       | - 52 kg |
| Pesi gallo         | - 56 kg | - 57 kg |
| Pesi piuma         | - 61 kg | - 62 kg |
| Pesi leggeri       | - 66 kg | - 67 kg |
| Pesi welter        | - 72 kg | - 73 kg |
| Pesi medi          | - 79 kg | - 79 kg |
| Pesi medio-massimi | - 87 kg | - 87 kg |
| Pesi massimi       | + 87 kg | + 87 kg |

## Podi
| Evento                        | Oro               | Argento                 | Bronzo           |
| Greco-romana                  |                   |                         |                  |
| Pesi mosca (dettagli)         | Pietro Lombardi   | Kenan Olcay             | Reino Kangasmäki |
| Pesi gallo (dettagli)         | Kurt Pettersén    | Mahmoud Hassan          | Halil Kaya       |
| Pesi piuma (dettagli)         | Mehmet Oktav      | Olle Anderberg          | Ferenc Tóth      |
| Pesi leggeri (dettagli)       | Gustav Freij      | Aage Eriksen            | Károly Ferencz   |
| Pesi welter (dettagli)        | Gösta Andersson   | Miklós Szilvásy         | Henrik Hansen    |
| Pesi medi (dettagli)          | Axel Grönberg     | Muhlis Tayfur           | Ercole Gallegati |
| Pesi medio-massimi (dettagli) | Karl-Erik Nilsson | Kelpo Gröndahl          | Ibrahim Orabi    |
| Pesi massimi (dettagli)       | Ahmet Kireççi     | Tor Nilsson             | Guido Fantoni    |
| Libera                        |                   |                         |                  |
| Pesi mosca (dettagli)         | Lenni Viitala     | Halit Balamir           | Thure Johansson  |
| Pesi gallo (dettagli)         | Nasuh Akar        | Gerry Leeman            | Charles Kouyos   |
| Pesi piuma (dettagli)         | Gazanfer Bilge    | Ivar Sjölin             | Adolf Müller     |
| Pesi leggeri (dettagli)       | Celal Atik        | Gösta Jönsson-Frändfors | Hermann Baumann  |
| Pesi welter (dettagli)        | Yaşar Doğu        | Dick Garrard            | Lee Merrill      |
| Pesi medi (dettagli)          | Glen Brand        | Adil Candemir           | Erik Lindén      |
| Pesi medio-massimi (dettagli) | Henry Wittenberg  | Fritz Stöckli           | Bengt Fahlkvist  |
| Pesi massimi (dettagli)       | Gyula Bóbis       | Bertil Antonsson        | Jim Armstrong    |

## Medagliere
| Posizione | Paese       |    |    |    | Totale |
| --------- | ----------- | -- | -- | -- | ------ |
| 1         | Turchia     | 6  | 4  | 1  | 11     |
| 2         | Svezia      | 5  | 5  | 3  | 13     |
| 3         | Stati Uniti | 2  | 1  | 1  | 4      |
| 4         | Ungheria    | 1  | 1  | 2  | 4      |
| 5         | Finlandia   | 1  | 1  | 1  | 3      |
| 6         | Italia      | 1  | 0  | 2  | 3      |
| 7         | Svizzera    | 0  | 1  | 2  | 3      |
| 8         | Australia   | 0  | 1  | 1  | 2      |
| 8         | Egitto      | 0  | 1  | 1  | 2      |
| 10        | Norvegia    | 0  | 1  | 0  | 1      |
| 11        | Danimarca   | 0  | 0  | 1  | 1      |
| 11        | Francia     | 0  | 0  | 1  | 1      |
| Totale    | Totale      | 16 | 16 | 16 | 48     |